# Castellammare (Donato Frisia)
Castellammare è un dipinto di Donato Frisia. Eseguito nel 1934, appartiene alle collezioni d'arte della Fondazione Cariplo. 

## Descrizione
Questa veduta di Castellammare di Stabia costituisce un esempio del processo, verificatosi tra gli anni venti e trenta, di abbandono da parte di Frisia del naturalismo ottocentesco e di avvicinamento al modello novecentista, e in particolare al suo filone magico-realistico: la descrizione del paesaggio è minuziosa e fedele al vero, ma l'atmosfera è resa sospesa e quasi metafisica da una luce piena ma scaturente da un cielo coperto.

## Storia
Il dipinto venne esposto alla VI Mostra del Sindacato Interprovinciale Fascista di Belle Arti, allestita nel 1935 negli spazi della Società Permanente, e in quell'occasione fu acquistato dalla Fondazione Cariplo.